# Saison 11 d'American Horror Story
Chronologie
Saison 10 : Double Feature Saison 12 : Delicate
Cet article présente la onzième saison de la série d’anthologie horrifique American Horror Story : NYC.
Comme son titre l'indique, le lieu principal de l'intrigue de la saison correspond à la ville de New York. C'est la première fois que la série explore l'histoire de la ville, après Los Angeles, La Nouvelle-Orléans et Albuquerque, ou encore des territoires de Nouvelle-Angleterre, de Floride, de Caroline du Nord et du Massachusetts avec la ville de Provincetown, où avait lieu la saison précédente.
La saison est diffusée à partir du 19 octobre 2022 à un rythme de deux épisodes par semaine, contrairement aux autres saisons, où un seul épisode était diffusé hebdomadairement.

## Synopsis
New York, 1981.
Gino Barelli, un journaliste local pour le New York Native, presse son petit ami, l'inspecteur Patrick Read, de lui fournir des informations sur une série de meurtres visant des homosexuels. Patrick refuse d'être la source de Gino, par peur de voir sa sexualité révélée aux forces de police, et, conséquemment, à ses collègues.
Pendant ce temps, Sully, le colocataire d'Adam, disparaît à Central Park sans laisser aucune trace. Pour le retrouver, Adam fera équipe avec un photographe très connu à New York, Theo Graves, mais ces derniers seront surveillés de près par Sam, l'ex-petit ami de Theo, qui est aussi un homme influent de New York. Adam se verra aussi assisté par Kathy Pizazz, une ancienne chanteuse de cabaret recluse dans un sauna gay, qui semble être sensible au monde du surnaturel.
En parallèle, le docteur Hannah Wells voit ses patients attraper un virus inconnu que des cerfs ont contracté sur Fire Island.
Le virus de Fire Island, la disparition ou les meurtres violents d'homosexuels, et une menace prenant la forme d'un homme vêtu de cuir aperçu par les victimes, tout cela semble avoir un lien, mais lequel...?

## Distribution

### Acteurs principaux
- Russell Tovey (VF : Jérémy Prévost) : Patrick Read
- Joe Mantello (VF : Éric Aubrahn) : Gino Barelli
- Billie Lourd (VF : Dorothée Pousséo) : Dr Hannah Wells
- Denis O'Hare (VF : Nicolas Marié) : Henry Grant
- Charlie Carver (VF : Fred Colas) : Adam Carpenter
- Leslie Grossman (VF : Julie Turin) : Barbara Read
- Sandra Bernhard (VF : Catherine Lafond) : Fran
- Isaac Cole Powell (VF : Geoffrey Loval) : Theo Graves
- Zachary Quinto (VF : Adrien Antoine) : Sam
- Patti LuPone (VF : Anne Plumet) : Kathy Pizazz

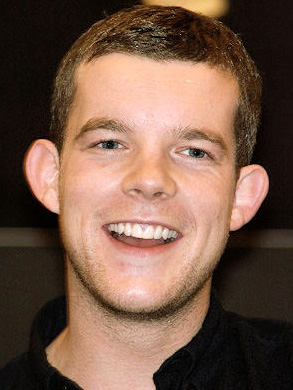
Russell Tovey dansle rôle de Patrick Read.
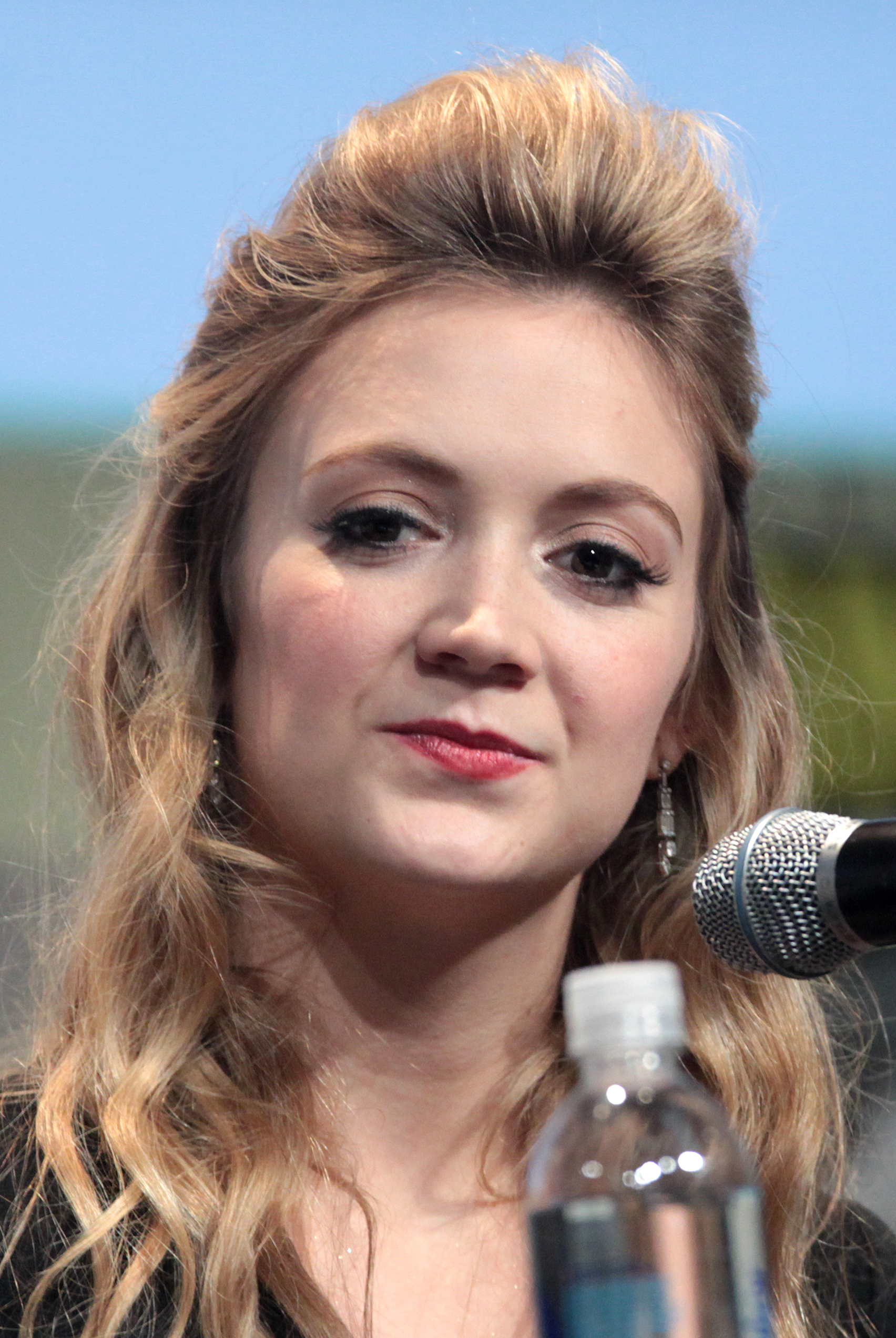
Billie Lourd dans le rôle d'Hannah Wells.
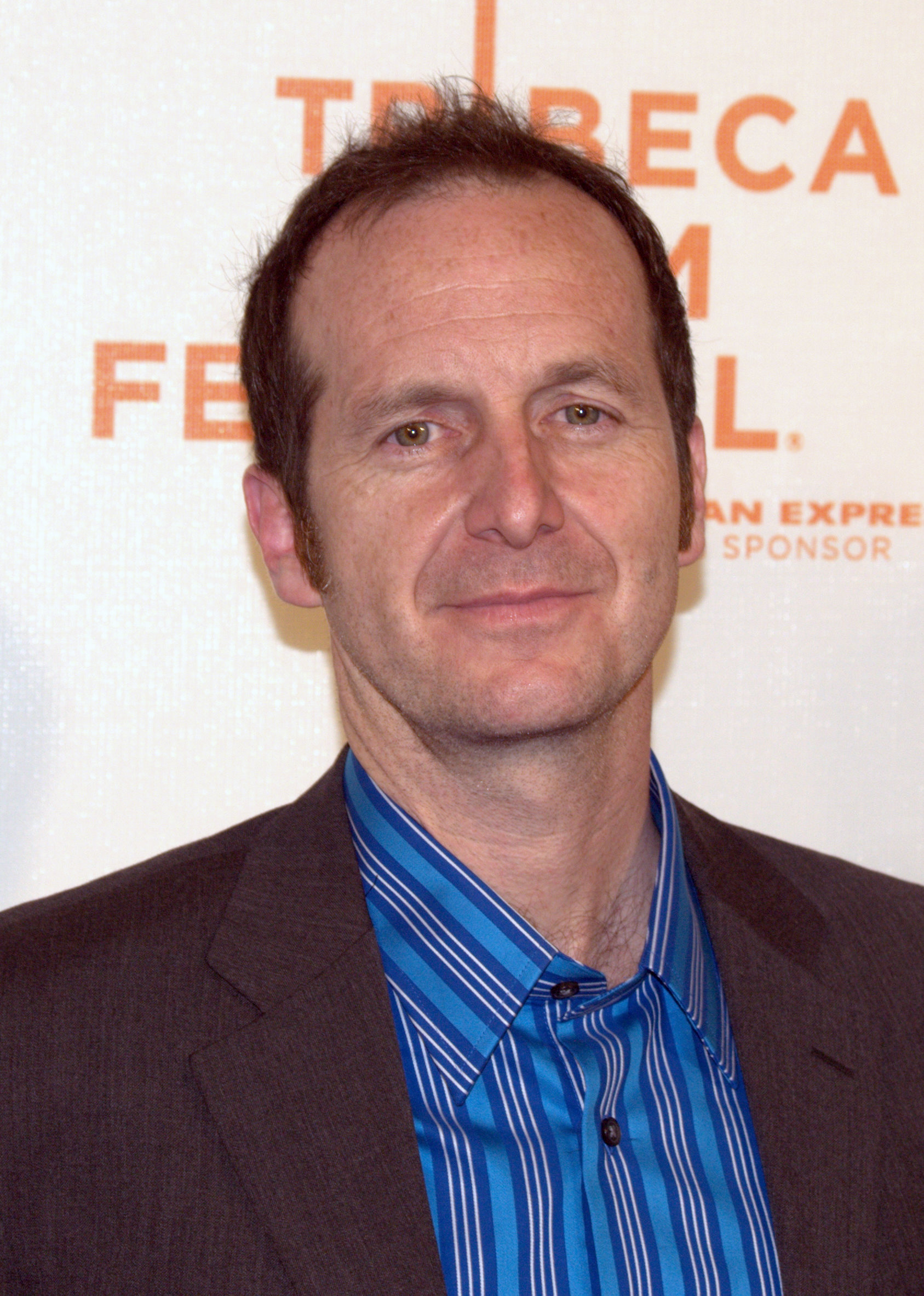
Denis O'Hare dans le rôle d'Henry Grant.
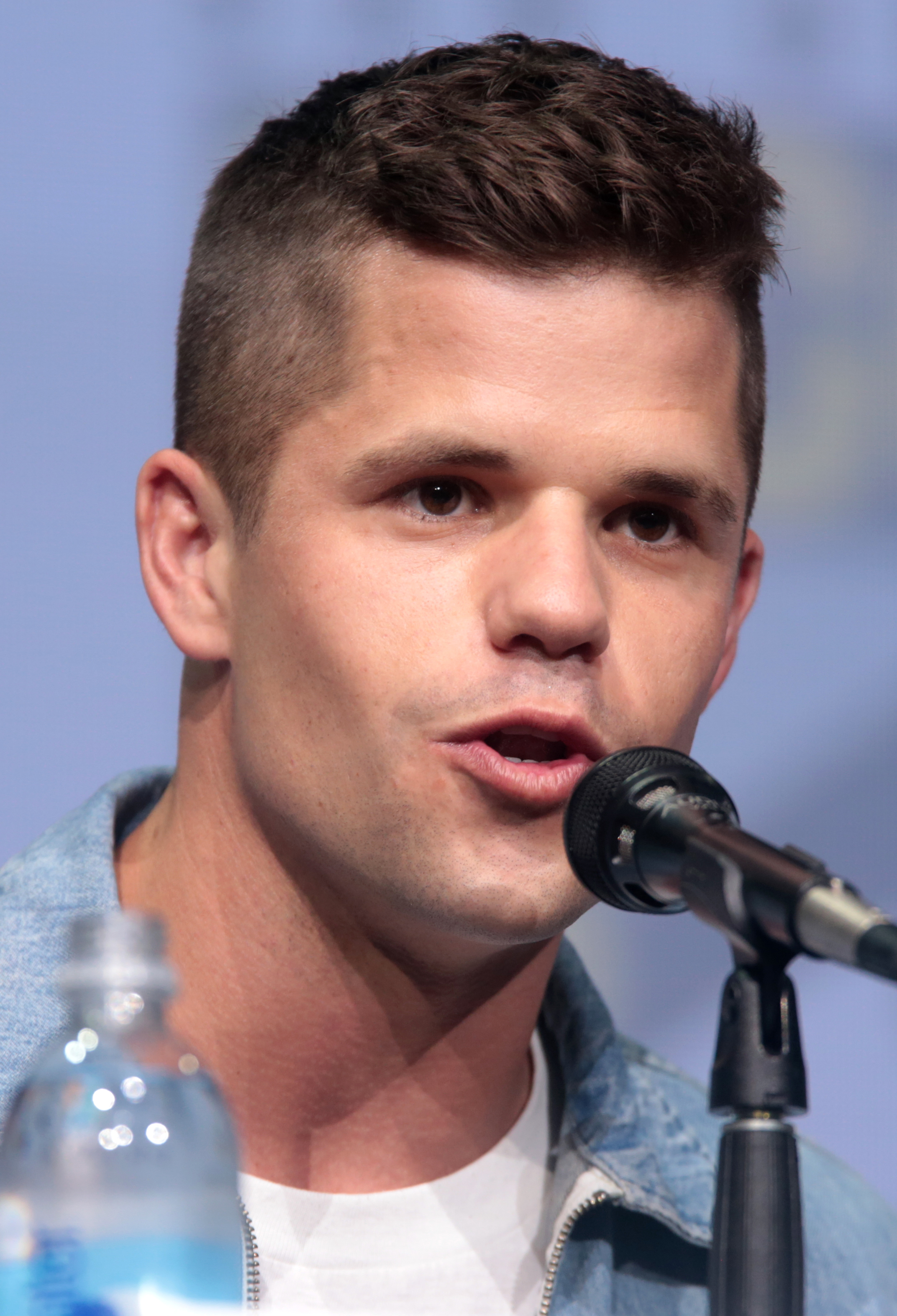
Charlie Carver dans le rôle d'Adam Carpenter.
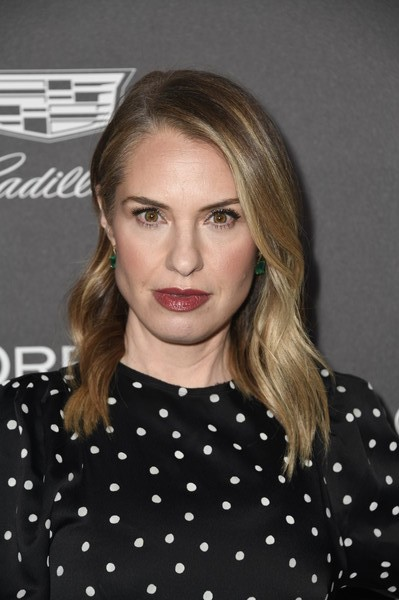
Leslie Grossman dans le rôle de Barbara Read.
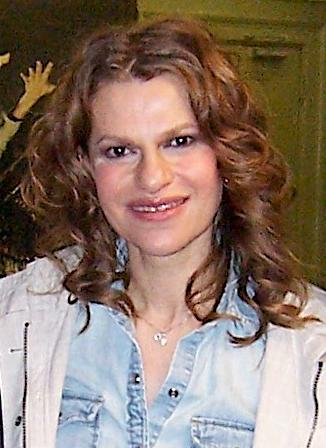
Sandra Bernhard dans le rôle de Fran.
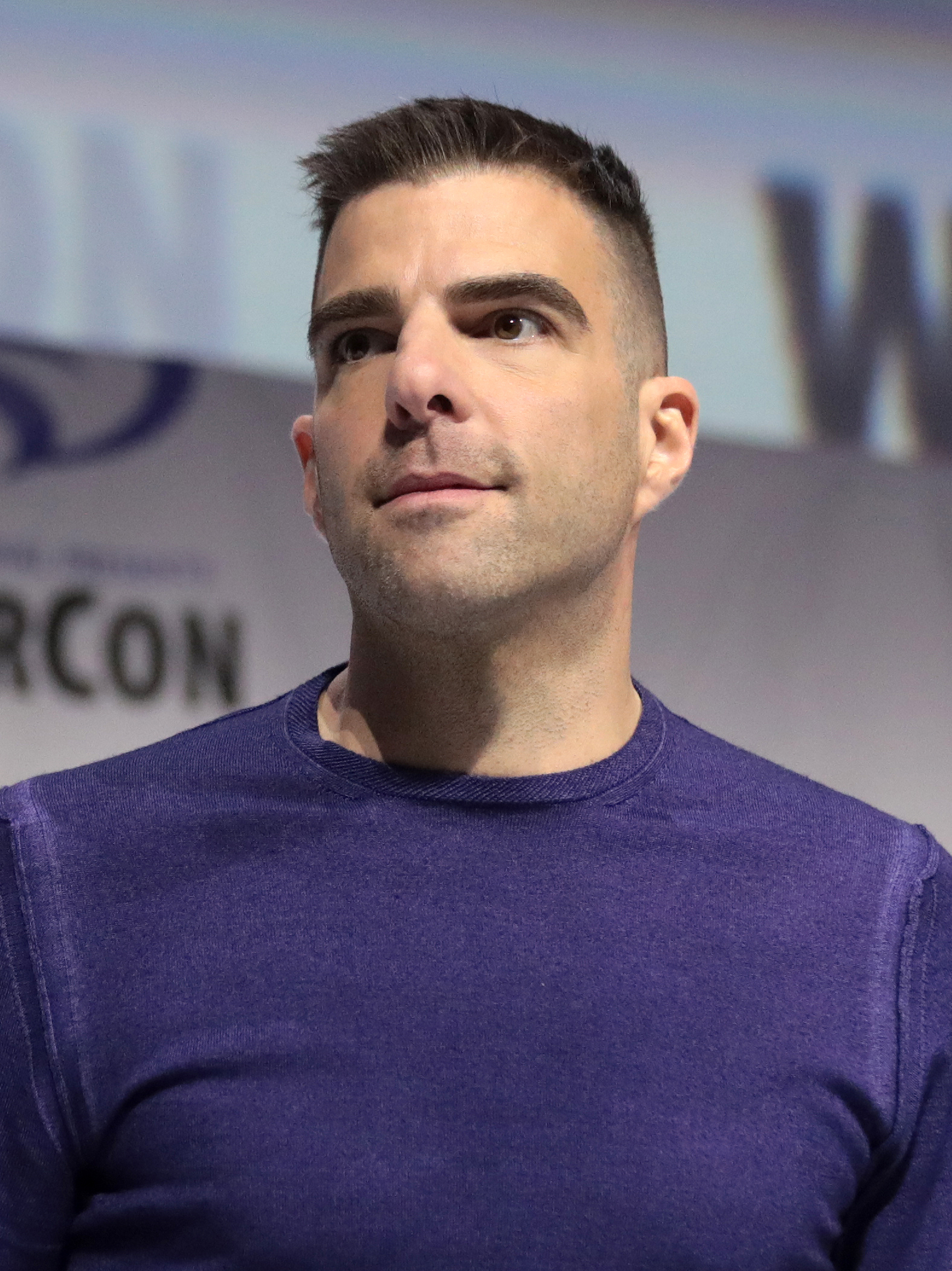
Zachary Quinto dans le rôle de Sam.
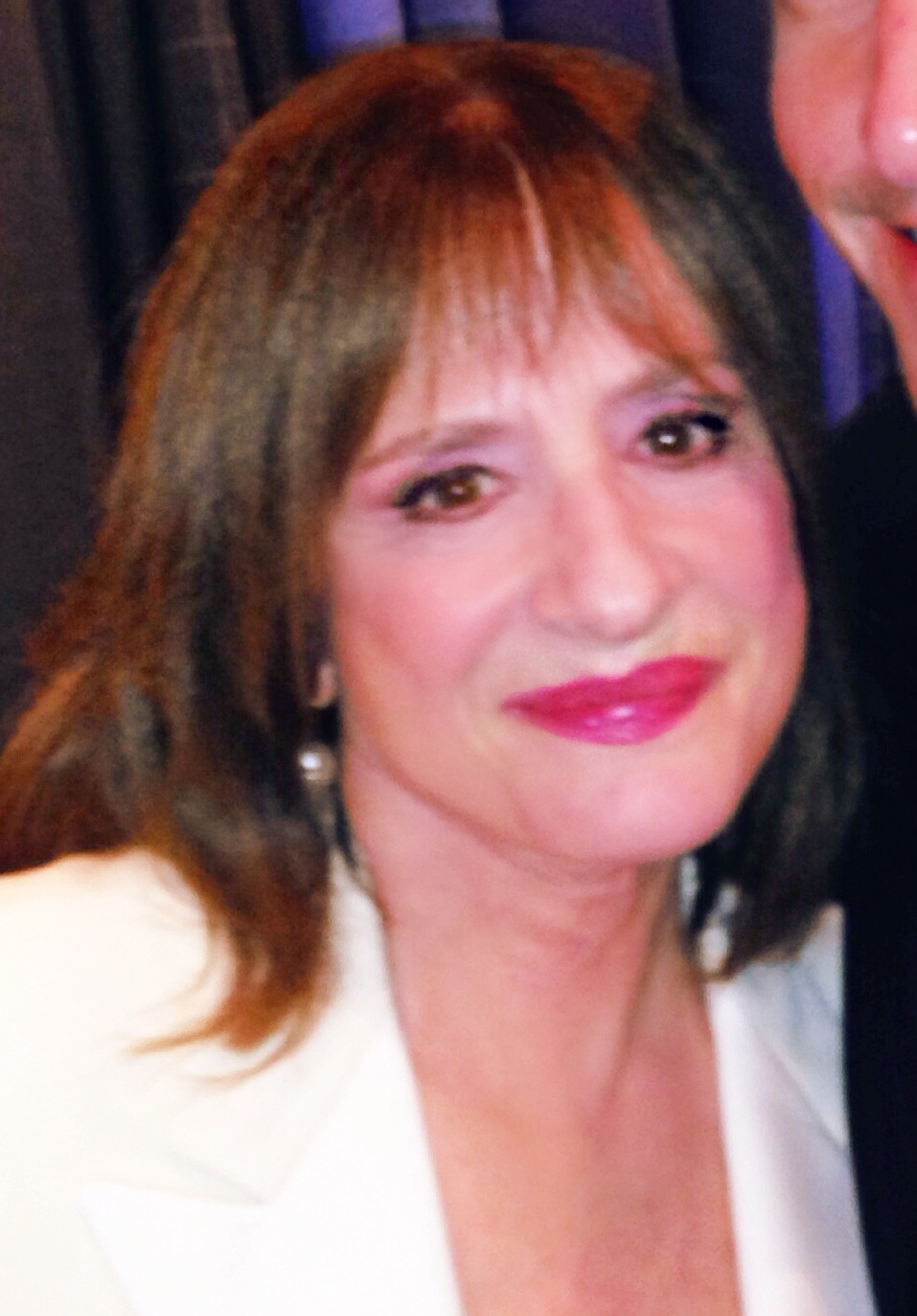
Patti Lupone dans le rôle de Kathy Pizazz.

### Acteurs récurrents
- Clara McGregor (VF : Marie Bouvet) : KK
- Quei Tann : Lita
- Jeff Hiller (VF : Jérôme Berthoud) : Mr. Whitely
- Rebecca Dayan (VF : Myrtille Bakouche) : Alana
- Kyle Beltran (VF : Jean-Louis Tilburg) : Morris
- Brian Ray Norris (VF : Guillaume Bourboulon) : l'inspecteur Mulcahey
- Matthew William Bishop (VF : sans dialogues) : Big Daddy
- Kal Penn (VF : Serge Faliu) : le détective Mac Marzara
- Casey Thomas Brown (VF : Glen Hervé) : Hans Henkes
- Hale Appleman (VF : Guillaume Desmarchelier) : Daniel Kanowicz
- Gideon Glick (en) (VF : Benjamin Bollen) : Cameron Dietrich

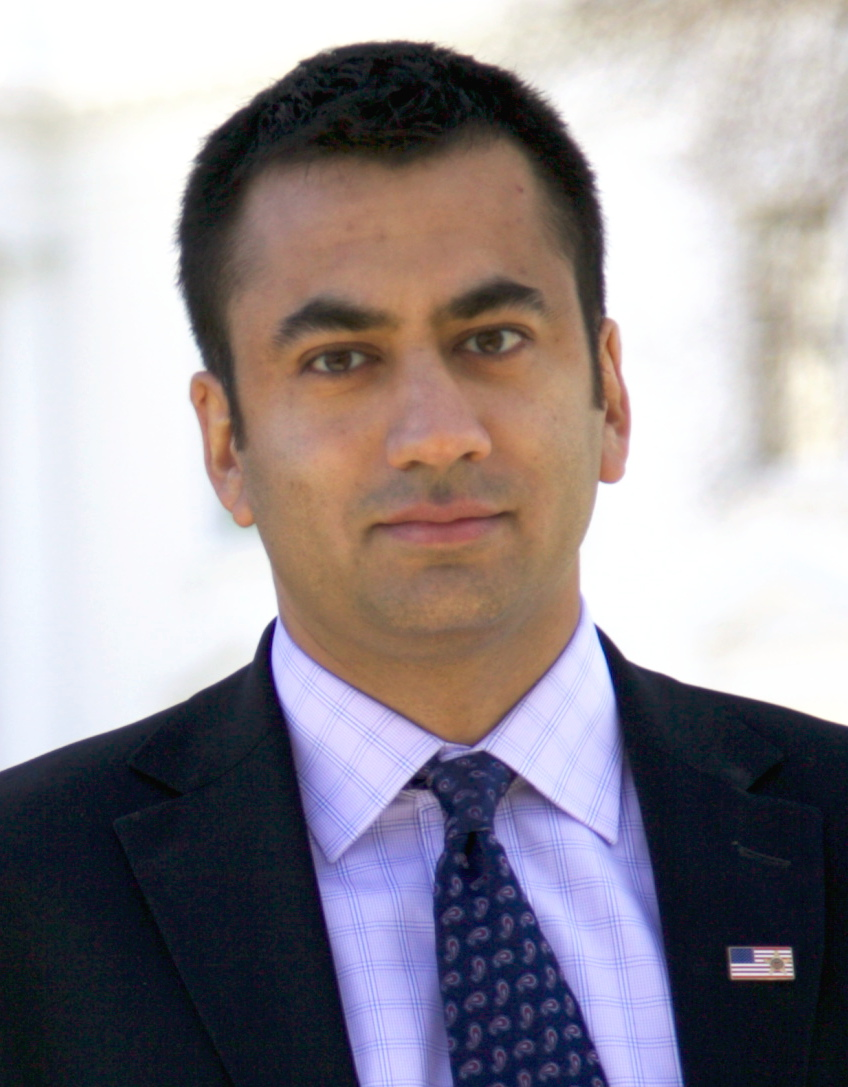
Kal Penn dans le rôle de Mac Marzara.
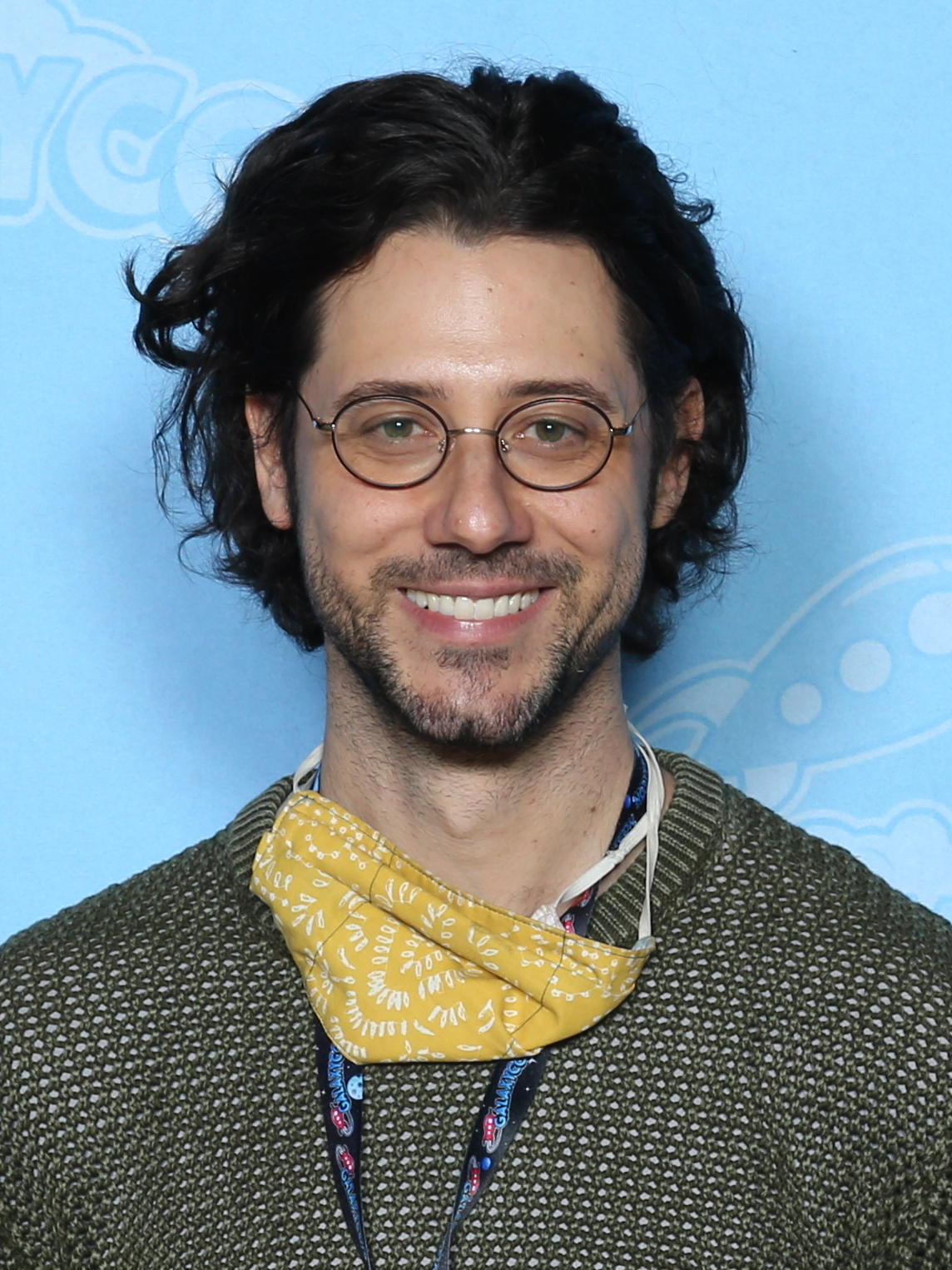
Hale Appleman dans le rôle de Daniel Kanowicz.

### Invités
- Lee Aaron Rosen : Capitaine Ross (épisode 1)
- Jared Reinfeldt (VF : Rémi Caillebot) : John "Sully" Sullivan (épisode 1)
- Brian Cheney : le maire (épisode 1)
- Danny Garcia : chef Manney (épisode 1)
- Taylor Bloom (VF : Nicolas Pluyaud) : Stewart (épisodes 2, 3, 8 et 9)
- Sis : Dunaway (épisode 3)
- Hannah Jane McMurray : Shachath, l'ange de la mort (interprétée par Frances Conroy dans Asylum) (épisode 5)

## Développement

### Conception
En janvier 2020, la chaine FX a annoncé le renouvellement de la onzième saison, en même temps qu'une douzième et treizième saisons.
Début 2022, le président de FX John Landgraf a annoncé que la saison 11 serait constituée d'une seule histoire qui se déroulerait à différentes époques.
Le 29 septembre 2022, il est annoncé que la saison serait diffusée à partir du 19 octobre de la même année.

### Distribution des rôles
Quelque temps après la diffusion américaine de la dixième saison, des rumeurs citent Lindsay Lohan comme potentielle actrice pour la saison 11, en partie dues au fait que cette dernière ait annoncé qu'elle adorerait collaborer à nouveau avec Ryan Murphy.
Au cours du mois de juin, le retour des acteurs Sarah Paulson, Billie Lourd, Patti LuPone et Isaac Cole Powell est annoncé. Charlie Carver et Russell Tovey intègrent quant à eux la série pour la première fois.
Le 10 juillet, Sandra Bernhard, apparue dans la saison 8, rejoint la distribution de la saison, tout comme Rebecca Dayan qui figurait au casting de la saison précédente.
Le 13 juillet, Adina Porter annonce sur son compte Twitter qu'elle ne fera pas partie de la distribution de la saison 11, cette dernière travaillant sur une autre série.
Le 2 août, Sarah Paulson confirme qu'elle ne sait pas encore si elle sera de la partie. Cependant, quelques jours plus tard après son annonce, l'actrice a été aperçue sur le tournage à New York.
Le 29 septembre, après l'annonce du titre de la saison, les acteurs Zachary Quinto, Denis O'Hare, Leslie Grossman et Joe Mantello sont officialisés en plus des acteurs précédemment annoncés.

### Tournage
Le tournage de la saison a commencé le 14 juin 2022 à New York et s'y déroule tout au long de l'été. En septembre, des scènes sont tournées à Fire Island.

### Promotion
Tout au long de l'été 2022, les titres des cinq premiers épisodes ont été révélés. Cependant, contrairement aux autres saisons, Ryan Murphy et la chaîne FX n'ont pas fait de promotion pour cette saison (aucune annonce officielle de titre, de casting ou de l'intrigue), ce qui a provoqué le mécontentement des fans sur les réseaux sociaux, qui ont menacé de boycotter la série si aucune information n'était donnée.
Le 2 août, il est annoncé que le casting principal, le nom de la saison et son thème seraient révélés dans les semaines à venir.
Le 29 septembre, une première affiche ainsi que le titre de la saison sont révélés : il s'agit d'American Horror Story: NYC. Par la suite, de nouvelles affiches ainsi que des affiches de personnages sont révélées.
Le 6 octobre, le premier teaser vidéo est publié sur les réseaux sociaux. Par la suite, des affiches présentant les personnages principaux sont dévoilées. Pour la première fois, aucune bande-annonce n'est dévoilée avant la diffusion du premier épisode.

## Épisodes

### Épisode 1:Quelque chose va se passer
- États-Unis /  Canada : 19 octobre 2022 sur FX / FX Canada
- France : 
  - 20 octobre 2022 sur MyCanal (en VOSTFr)
  - 30 décembre 2022 sur MyCanal (en VF)
  - 25 octobre 2023 sur Disney+
- Belgique /  Luxembourg : 14 décembre 2022 sur Disney+

- États-Unis : 380 000 téléspectateurs (première diffusion)

En 1981, un équipage de vol commercial arrive en taxi dans un hôtel de New York. Le capitaine Ross laisse les agents de bord au bar pour retourner dans sa chambre et est intercepté par l'agent de bord Tawny qui l'invite à rester avec lui. Il refuse, lui rappelant qu'il est marié. Une fois dans sa chambre, cependant, il se douche et s'habille avec des vêtements en cuir. Il entre dans un entrepôt banalisé sur les quais d'Hudson, croisant des hommes de croisière. Observé par un grand maroquinier cagoulé, il s'arrête et dézippe devant un glory hole.
Le lendemain matin, le détective de police Patrick Read est appelé pour enquêter sur un corps d'homme sans tête dans un pantalon en cuir. Le corps n'a pas d'identification, mais ses poches contiennent une pochette d'allumettes du salon gay "The Brownstone Bar". Les collègues détectives de Patrick font des blagues sur la probable victime homosexuelle.
Hannah Wells, une biologiste, montre un échantillon à son patron, William Barhart, à propos d'une contagion rapidement mutante recueillie sur Fire Island. Les symptômes chez le cerf comprennent des convulsions, une infection cutanée et une insuffisance hépatique. Elle avertit le maire Lembeck que le virus pourrait détruire la population de cerfs et évolue rapidement pour potentiellement infecter les humains (si ce n'est déjà fait). La police de Fire Island accepte de tuer tous les cerfs de l'île comme mesure de confinement. Un travailleur de l'assainissement à Manhattan découvre un drain bouché pour trouver une tête coupée. Un médecin légiste dit à Patrick qu'elle ne peut pas faire correspondre de manière concluante la tête au corps sans tête, en raison de la détérioration des deux. Elle récupère un mouchoir coloré de la gorge de la tête et suggère qu'il a peut-être été placé là après la mort. Elle note que les mouchoirs sont parfois utilisés par la communauté gay comme signaux de préférences sexuelles.
Un trio de lesbiennes, mené par Fran, entre dans les bureaux du journal à orientation gay « The Downtown Native » à la recherche de Gino Barelli. Ils se plaignent que les articles du journal ont tendance à se concentrer sur les problèmes masculins et à ignorer les préoccupations féminines. Il répond qu'il n'a pas de point de vue sur ces sujets et qu'il est plus préoccupé par la chasse dangereuse de la population d'hommes homosexuels. Fran donne à Gino un cran d'arrêt pour sa "protection". Gino rentre chez lui avec son partenaire Patrick, qui leur a préparé le dîner. Gino souligne que sa longue journée comprend son premier numéro annuel, y compris une sortie du maire de New York, Ed Koch, en tant qu'homme gay. Il rappelle également à Patrick que son quartier a le plus de plaintes de la communauté gay parmi tous les NYPD, et qu'il serait utile que Patrick soit plus visible en tant qu'homme gay. Patrick exprime ses inquiétudes au sujet d'un autre cadavre, au total trois. Il ne peut pas parler publiquement du tueur, ce qui exaspère Gino. Gino remet en question leur relation, étant donné que Patrick veut rester enfermé. Déçu, Gino s'en va.
Sully essaie de remonter le moral de son colocataire Adam après une récente rupture. Prétendant qu'il a besoin de renfort avec lui pour sa sécurité pendant qu'il vend des quaaludes (dont le prix monte en flèche), il insiste pour qu'Adam l'accompagne. Ils entrent dans un lieu de drague à Central Park et Sully s'en va avec un homme. Adam s'éloigne et, après un certain temps, appelle Sully. Il est approché par l'énorme homme en cuir, debout, portant un harnais et une cagoule sur le visage et portant un fouet. Intimidé et effrayé, il s'enfuit. Sully entend son colocataire et ils courent pour se retrouver. Sully déchire son pantalon et se lève pour voir le maroquinier à capuche derrière lui. Adam entend un cri au loin.
Adam signale son colocataire disparu à Patrick, décrivant l'homme gigantesque. Adam accuse Patrick de ne pas se soucier de la communauté gay, mais Patrick répond en lui parlant du cadavre sur les quais. Le détective mentionne également qu'il ne peut rien faire pour retrouver Sully car seulement 12 heures se sont écoulées et il n'y a aucune preuve d'un crime. Il tend sa carte à Adam au moment où le jeune homme s'en va. Patrick fait part de ses inquiétudes concernant le modèle à son chef, Mac Marzara. Marzara souligne que son expérience est que la plupart des membres de la communauté gay de New York sont venus pour s'enfuir et ne pas être retrouvés. Aux Bains de Neptune, un artiste de cabaret chante pour les clients. Adam demande conseil à son ami Morris , bien que Morris lui dise que Sully finira probablement par se présenter. Adam remarque une photo du maroquinier gargantuesque derrière le bar et s'enquiert auprès du barman; le sujet n'est pas connu, mais le photographe est Theo Graves. Adam essaie de parler à Graves, qui s'éloigne pour une rencontre. À l'autre bout du bar, Gino propose d'aider Adam et lui donne ses coordonnées.
À la lumière du jour, Adam retrouve Theo dans son studio loft. Theo se souvient d'Adam des bains publics et montre au jeune homme son portfolio. Le photographe mentionne qu'il a hérité d'un don psychique de sa grand-mère haïtienne. Il accepte de parler avec Adam si le jeune homme pose pour lui. Ils échangent des questions alors que Theo cherche le grotesque dans la beauté d'Adam. Theo dit que l'homme dont Adam parle s'appelait "Big Daddy", bien que personne ne connaisse son vrai nom. Adam laisse son numéro de téléphone lorsque Sam entre. Sam, qui est le petit ami et l'agent de Theo, s'inquiète du fait que le travail de Theo ne paie pas les factures coûteuses - y compris leurs fortes habitudes de cocaïne. Theo s'inquiète d'une obscurité qu'il sent monter. Patrick et Gino s'assoient pour discuter. Patrick dit à son amant que son patron l'a averti de ne divulguer aucune information sur le tueur en série potentiel. Patrick demande ce que signifie un mouchoir bleu et Gino explique le code mouchoir. Officiellement, Patrick n'est pas autorisé à enquêter plus avant sur l'affaire. Il demande à Gino de demander autour du Brownstone Bar en son nom, car les journalistes ne sont pas liés par le chef Marzara.
Dans un café, Patrick rencontre Barbara . Il lui présente des papiers de divorce et ils essaient d'être à l'amiable. Ils s'aiment toujours et il l'embrasse sur la joue en partant. Gino envoie un verre à Henry, un habitué de Brownstone. Ils déplorent que la communauté gay, même lorsqu'elle est confrontée à un danger clair et présent, soit peu susceptible d'être plus prudente face à un prédateur parmi elle. Henry décrit un homme qui cherche les hommes les moins désirables et part avec eux, et on ne les revoit plus jamais. Henry, qui refuse d'être nommé dans l'histoire de Gino, note également que les victimes ont tendance à boire des Mai Tais. Ailleurs dans le bar, Sam organise une séance photo avec un acteur prometteur qui dit que les photos de Theo lui donneront une exposition parmi des hommes puissants. Gino quitte le bar et se rend compte qu'il a été drogué. il est aidé à monter dans une voiture par un inconnu.
L'acteur, Freddy, suit les indications vers le loft de Theo. Big Daddy monte la garde dehors. Sam exige que la séance photo relativement docile soit pimentée, en tournant les pieds d'un tabouret en bois et en présentant Freddy avec du lubrifiant. Plus tard, Sam est suffisamment satisfait pour vouloir les photos pour sa collection personnelle. Theo interroge Sam sur Big Daddy, mais Sam répond avec colère qu'il pense que Big Daddy est mort il y a des années.
Theo rencontre Adam au Neptune et rapporte que Big Daddy est mort. Adam insiste sur le fait que l'homme qu'il a vu récemment est le même homme sur la photo. Théo s'éloigne pour une rencontre anonyme. Freddy approche Adam pour le sexe, mais Adam refuse. Freddy suit un homme dans un hammam et trouve Big Daddy qui l'attend.

### Épisode 2:Merci pour votre sacrifice
- États-Unis /  Canada : 19 octobre 2022 sur FX / FX Canada
- France : 
  - 20 octobre 2022 sur MyCanal (en VOSTFr)
  - 30 décembre 2022 sur MyCanal (en VF)
  - 25 octobre 2023 sur Disney+
- Belgique /  Luxembourg : 21 décembre 2022 sur Disney+

- États-Unis : 280 000 téléspectateurs (première diffusion)

Gino se réveille dans un appartement inconnu au son d'un aspirateur. Son hôtemesure l'espace pour un plancher en film plastique. La confusion de Gino prend brusquement fin lorsque son ravisseur le calme à nouveau. Une fois qu'il ressuscite, il est ligoté et bâillonné par un mouchoir bleu foncé et injecté sous ses ongles par une aiguille hypodermique stérilisée encore chaude. Le ravisseur commence à discuter de son plan pour afficher le corps de Gino d'une manière qu'il n'a pas fait la première fois: comme un symbole clair d'homosexuels reconnaissables plutôt que comme des parties assorties. Découpant les vêtements de Gino, il découvre un tatouage du Corps des Marines des États-Unis sur la poitrine de Gino. Cela fait dérailler le plan du ravisseur, car il dit que Gino a déjà servi son pays. Il remercie Gino pour son service et le rendort. Gino se réveille à nouveau dans une cabine d'arcade pour adultes et titube dans la nuit pour s'effondrer dans la rue.
Le Dr Wells examine un échantillon de sang et retourne à son bureau pour dire à Sam le résultat : l'échantillon contient une amibe rare appelée cryptosporidium, qui, selon elle, a été transmise sexuellement. Bien qu'il soit généralement tué par un système immunitaire sain, elle a vu quatre cas ce mois-ci. Elle prescrit trois jours d'alitement et un antimicrobien, ainsi que l'abstinence sexuelle.
Trois autres patients, dont le ravisseur de Gino (qui est appelé « Mr Whitely » par l'infirmière), attendent le Dr Wells. Comme les autres, il a une éruption persistante.
Adam demande l'aide de Gino au Native. Gino, cependant, est préoccupé par son enlèvement et sa torture la nuit précédente. Gino raconte les problèmes en cours et est frustré que la police ne l'aide pas. Il a l'intention d'écrire son histoire et dit à Adam que Sully est probablement mort. Adam propose une hotline pour recueillir des informations et mobiliser les gens. Après réflexion, Gino prend Adam comme employé; le jeune homme commence à produire des dépliants pour afficher la ligne de dénonciation. Du jour au lendemain, les téléphones sonnent avec des rapports et Adam est détenu pour avoir affiché des dépliants.
Le trio lesbien revient pour confronter Gino au sujet du manque de couverture des problèmes des lesbiennes ou des femmes. Il répond en les embauchant pour partager un bureau et écrire des histoires pour le prochain numéro double Pride du journal. Pendant ce temps, Adam est grillé par quatre détectives de police (dont Mulcahey, Patrick et Marzara) à propos de l'interview qu'il a accordée à Gino. Patrick souligne qu'il a personnellement pris la déclaration d'Adam. Patrick plaide que la communauté du cuir est généralement bénigne et inoffensive. Adam affirme ses droits civils et Marzara dit que la police est liée par les limites de la loi. Sur ce, un grand homme vêtu uniquement d'un chapeau de cow-boy, d'un collier et d'un jockstrap est montré à l'entrée de la pièce et gifle Adam de sa chaise. Mulcahey exige qu'Adam renonce à son entretien, et lorsque le jeune homme refuse, il est placé dans une cellule de détention. Patrick lui rend visite, apportant un soda, et lui dit qu'il le libérera bientôt. Adam demande si quelqu'un au commissariat sait que Patrick est gay, mais Patrick agit comme s'il ne comprenait pas la question. Patrick veut qu'Adam utilise sa carte de visite pour le contacter s'il voit des problèmes, car il travaille secrètement sur l'affaire. Barbara intercepte Gino dans la rue, portant une boîte à bijoux. Gino sait qui elle est et ne veut pas lui parler. Elle lui pose des questions sur l'article qu'il a écrit, qu'elle a lu en tant que résidente du West Village. Elle nettoyait le rangement des affaires de Patrick et trouva la boîte dans ses mains. Elle l'ouvre pour montrer à Gino le contenu : équipement de bondage, mouchoirs et poppers. Elle pense que Patrick leur a menti et Gino l'accuse d'avoir laissé sa jalousie la rendre paranoïaque. Il s'éloigne, agacé.
Morris récupère Adam en détention. Adam exprime sa surprise face à l'audace de la police, mais Morris lui rappelle qu'il n'a jamais remarqué auparavant à cause du privilège blanc. Morris l'invite à une fête décadente dans un entrepôt ce soir-là, qui, selon lui, sera pleine d'artistes et amusante. L'entrepôt appartient à un vieil homme amer qui aime le contraste entre l'opulence et la décadence. Ils reprennent le métro et une femme délirante s'exclame que quelque chose arrive pour eux. Gino et Patrick ont un dîner inconfortable ensemble. Gino souffre clairement et repousse les offres d'aide de Patrick. Gino explique que lorsque Mulcahey a pris sa déclaration sur l'enlèvement et la torture, le détective a pensé qu'il inventait l'histoire (malgré les preuves physiques). Patrick veut essayer un autre détective pour l'aider, mais Gino rétorque que même son ravisseur lui a dit que la police était inutile. Gino insiste sur le fait que Patrick ne suit pas les bonnes pistes ni ne fait son coming out. Gino insiste pour qu'ils se dirigent tous les deux vers un bar en cuir pour enquêter.
Stewart, un jeune homme au bar, reçoit un verre d'un homme au bout du bar, qui est visiblement absent lorsque le verre arrive. Contournant la boisson offerte, il demande une bière à la place. Stewart sort du bar et décroche un téléphone qui sonne dans la cabine téléphonique à l'extérieur. Sam, à l'autre bout, l'invite à une fête en tête-à-tête dans son sous-sol. Adam et Morris traversent la fête de l'entrepôt, pleine d'hommes costumés, de chats, d'art et de musique. Cameron, le maître de cérémonie invite Morris sur scène et s'injecte avant de réciter un poème sur un événement imminent. Adam s'épuise, apercevant Théo qui le suit. Ils s'accordent pour une soirée platonique.
Une fois au Ditch, un bar local, Gino et Patrick acceptent de se séparer. Gino retrouve rapidement Alana, le gérant du bar et la présente à Patrick. Lorsqu'elle apprend que Gino écrit sur les meurtres, elle lui demande de ne pas impliquer le bar, car les propriétaires affiliés à la mafia n'apprécieront pas la publicité. Il promet de ne pas divulguer le nom du bar. Patrick refuse une offre et insiste auprès de Gino sur le fait que le cuir n'est pas sa scène. Gino répond en mentionnant la boîte que Barbara a apportée et se demande si Patrick révisera sa déclaration. Patrick est en colère contre l'intrusion de Barbara. Pendant ce temps, le "gardien de prison" en cuir qui a proposé à Patrick reçoit une boisson Mai Tai envoyée par "l'homme au bout du bar" désormais porté disparu. Il avale la boisson, mais note à quel point c'est rare dans un cadre difficile. Whitely chuchote derrière lui et poignarde bientôt le maroquinier dans le cou. Voyant le vacarme de l'assaut, Hans, l'animateur de la fête de l'entrepôt (qui était également l'un des patients d'Hannah) rentre chez lui avec un ami et un chat en remorque. Non loin derrière eux se trouve Big Daddy. Hannah dicte un rapport sur les lésions de Whitely, qu'elle identifie comme étant le sarcome de Kaposi. Fran l'appelle et lui demande de se rencontrer à la statue équestre de Central Park, affirmant qu'elle a des informations sur les patients et le cerf de Fire Island. Un homme s'approche d'un côté, déployant une chaîne pour chasser Hannah. Hannah s'enfuit et tombe sur Fran. L'homme a disparu au moment où les deux femmes regardent en arrière. Fran affirme que la maladie est une attaque contre les personnes vulnérables, menée par le gouvernement des États-Unis.

### Épisode 3:Signaux de fumée
- États-Unis /  Canada : 26 octobre 2022 sur FX / FX Canada
- France : 
  - 27 octobre 2022 sur MyCanal (en VOSTFr)
  - 30 décembre 2022 sur MyCanal (en VF)
  - 25 octobre 2023 sur Disney+
- Belgique /  Luxembourg : 28 décembre 2022 sur Disney+

- États-Unis : 380 000 téléspectateurs (première diffusion)

Fran demande à Hannah pour plus de détails sur le personnage qui la menaçait à Central Park. À son tour, Hannah demande des détails sur l'attaque du gouvernement de Fran. Fran décrit son temps comme assistante de laboratoire dans Operation Paperclip, un programme de 1952 qui testait les contaminants et les maladies hébergées par les animaux sur les populations humaines. Elle a dit que l'installation de Plum Island a développé une souche militarisée qui pourrait se cacher dans les membranes muqueuses pour une utilisation pendant la guerre froide. La population défavorisée s'est portée volontaire comme sujet en échange d'argent, mais les tiques sont devenues un vecteur d'infection et ont quitté le laboratoire. Hannah confirme que les patients ont commencé à se présenter avec des affections qui devraient être rares, mais met en garde contre la diffusion de théories du complot anti-science qui pourraient désinformer le public. Le prisonnier de Sam, Stewart, sort de sa cage au sous-sol et monte à l'étage. Big Daddy monte la garde à l'extérieur de l'appartement, mais ne réagit pas alors que Stewart, presque nue, s'enfuit dans la rue.
Patrick et Marzara examinent les preuves de la série de meurtres, mais sont frustrés par le manque de preuves. Patrick espère que la nouvelle piste qu'il est sur le point d'interviewer l'aidera. Le sort de Stuart, cependant, ne semble pas lié, car les circonstances étaient très différentes. Patrick note le bar en cuir The Ditch et agit sur la description de Stewart pour organiser une fête que Sam organise chez Theo. Après le départ de ses invités, Sam emmène les détectives dans son sous-sol – où il insiste sur le fait que tout était consensuel et que Stuart aurait pu partir à tout moment. Sam sait que Stewart ne portera pas plainte car il a peur de sa réputation (ce qui le nommerait publiquement dans un dossier légal). Sam a l'intuition de l'orientation et des préférences de Patrick et fait chanter le détective pour qu'il ne poursuive pas les choses plus loin.
À la maison, Patrick dit à Gino que le donjon de Sam ne correspond pas à l'endroit où Gino a été détenu et que Sam n'est probablement pas le tortionnaire de Gino. Gino fournit à Patrick un croquis d'artiste du visage de Whitely, mais Patrick pense que l'état mental altéré de Gino rend le croquis douteux. Gino sent que Patrick le gêne et fait admettre à Patrick qu'il a menti sur la fréquentation des bars à cuir dans le passé. Patrick dit qu'il ne peut pas suivre en jalonnant The Ditch, car Marzara ne l'approuvera pas. Gino joue sur les penchants masochistes nouvellement révélés de Patrick et le pousse à agir sans "permission". Le téléphone public sonne, mais de nombreux numéros erronés et des impasses se terminent plus tard par une piste : le salon de l'entrepôt. L'ami de Hans, Daniel, offre une cigarette à Patrick et note que l'arme de Patrick est bien visible et devrait être mieux rangée. Après tout, dit-il, tout le monde n'est pas aussi gentil avec les flics que lui. Patrick entre dans une arrière-salle après un homme harnaché qu'il pense être l'appelant, ce qui conduit à une rencontre sexuelle où il fouette son suspect.
Hans, toujours maquillé comme des crêpes clownesques du salon, attend anxieusement une rame de métro. Il se gratte son éruption cutanée au poignet (qu'il attribue aux chats du salon). La femme qui partageait auparavant une rame de métro avec Morris et Adam dit à Hans que quelque chose arrive pour lui avant qu'elle ne se retire dans l'ombre.
Au The Downtown Native, Gino et Adam comparent leurs notes. Adam dit qu'il fera attention, mais il a un rendez-vous avec Theo. Gino prévient Adam que Sam est très puissant et a une sombre réputation. Gino se dirige vers The Ditch et montre à Alana le croquis de Whitely, qu'elle identifie comme un mécène. Elle mentionne que l'homme est un vétéran du Vietnam. Gino poste des dépliants avec le croquis. Adam arrive au Ascension Club pour son rendez-vous avec Theo et charme Dunaway, le propriétaire. Elle lui permet d'entrer dans le seul club de ses membres, mais refuse de lui permettre d'afficher des dépliants sur le présumé tueur de Mai Tai (même si elle a lu à ce sujet dans le Native). Theo arrive peu de temps après. Dehors, Big Daddy regarde entrer le photographe.
Theo commande une bière pour chacun d'eux. Adam s'interroge sur les motivations de son rendez-vous et sur ce qu'il voit en lui, car ils ont des parcours très différents. Adam ne veut pas s'attacher à Theo, qui a un petit ami intimidant, même si Theo joue avec d'autres hommes. Ils changent de sujet pour le flyer de Whitely.
Gino montre le dépliant à Henry au Brownstone, qui identifie Whitely comme étant venu la nuit précédente. Henry dit qu'il n'a pas contacté la police parce qu'ils n'auraient pas été utiles dans une communauté intrinsèquement dangereuse. Gino raconte que la dernière fois qu'il était au Brownstone, il a été drogué par une boisson qu'Henry lui avait achetée, mais Henry nie toute implication dans la drogue ou ce que Gino a vécu après. Patrick sort un harnais du placard et l'enfile. Il fléchit et pose, seul, et remarque une éruption cutanée se développant sur sa poitrine.
Adam insiste sur le fait que Big Daddy est vivant et que Sam lui est toujours associé. Alors que Theo conteste cela, un serveur livre une paire de Mai Tai offerte par Whitely au bar. Dunaway remarque que les clients sont tous enfermés dans le bar, et ils brisent les premières chaînes qui les retiennent pour découvrir Big Daddy jetant un cocktail Molotov allumé dans le bar. Big Daddy enchaîne rapidement la porte extérieure derrière lui et s'éloigne, scellant la barre d'ascension en feu.

### Épisode 4:Obscurité totale
- États-Unis /  Canada : 26 octobre 2022 sur FX / FX Canada
- France : 
  - 27 octobre 2022 sur MyCanal (en VOSTFr)
  - 30 décembre 2022 sur MyCanal (en VF)
  - 25 octobre 2023 sur Disney+
- Belgique /  Luxembourg : 4 janvier 2023 sur Disney+

- États-Unis : 280 000 téléspectateurs (première diffusion)

Alors que Gino tente désespérément de s'échapper, Whitely se moque de Patrick en sortant de l'hôpital. Patrick entend un léger coup de Gino épuisé et gelé à l'intérieur du tiroir de la morgue et sort le plateau portant son amant ligoté.
Le lendemain matin, Gino gratte ce qu'il croit être des piqûres de puces. Il accuse Patrick de les avoir ramenés chez lui. Patrick nie cela et dit qu'il apportera à la maison une crème pour soulager l'inconfort. Ils se préparent pour la journée la plus chaude de l'année.
Au Downtown Native, Gino lit à haute voix le premier article d'Adam. Adam utilise un pseudonyme pour se distancier de l'article, et Gino l'encourage à mettre davantage de ses souvenirs indignés dans l'histoire.
Aux Bains de Netptunes, Kathy auditionne et engage une nouvelle chanteuse en drag, Inappropriately Kathy. Gino demande une interview, qu'elle refuse. Il menace de l'appeler une fausse amie de la communauté gay, en raison de son indifférence envers les clients disparus. Elle sous-entend que l'établissement appartient à la foule et veut éviter la publicité. Elle accepte finalement de défendre la communauté en tant qu'alliée de longue date et propriétaire d'entreprise concernée, mais n'est pas sûre que cela l'aidera dans un climat beaucoup plus sombre. Les maladies sont de plus en plus courantes, tout comme les blocages des services d'urgence. Sur le dossier, elle demande à la police de faire quelque chose. Mulcahey et Patrick enquêtent sur une scène de crime désordonnée avec Marzara . Hans est un cadavre en décomposition rapide, découvert par Daniel, avec des entailles et des blessures contondantes. Les lésions cutanées et les morsures de chat compliquent les marqueurs évidents. Patrick suggère que Daniel n'est pas un suspect et qu'ils attendent l'autopsie avant d'accuser qui que ce soit. Il reste pour appeler Gino.
Theo rentre chez lui, et alors que Sam semble inquiet, il dit qu'il recherche des preuves d'un autre homme. Theo lui parle de l'incendie de l'Ascension, mais se tourne rapidement vers les propres activités de Sam avec des hommes captifs. Theo est effrayé par l'obscurité croissante dans laquelle Sam est clairement impliqué. Theo veut quelque chose de plus simple, et Sam veut redéfinir leurs règles relationnelles au lieu de rompre. Sam demande si Theo pense qu'il est capable d'être un tueur violent, et Theo est forcé d'admettre qu'il le fait. Sam le nargue, menaçant de retirer toutes ses entreprises réussies. Theo va jusqu'à composer le 911, mais s'éloigne avant de dire quoi que ce soit.
Gino est furieux contre l'indigène et veut qu'Adam soit plus affirmé dans la lutte contre la situation. Une silhouette suit Adam jusqu'à son appartement, où Adam retrouve Theo. Théo veut faire un geste plus grand pour montrer qu'il veut être avec le jeune journaliste, et Adam l'invite à l'intérieur. Ils se dirigent vers le lit et réveillent ce crépuscule. Un message grondant attend Adam sur son répondeur alors que le réseau électrique surchargé s'éteint. Adam répond au téléphone, pensant que c'est un agresseur, mais c'est Morris qui l'invite à une fête à l'entrepôt.
Marzara appelle Patrick dans son bureau pour le confronter à propos de Gino et l'accuse d'avoir divulgué les détails de l'enquête. Patrick confirme à son capitaine qu'il est gay, mais qu'il est aussi officier décoré. Le courant est coupé et Marzara dit à son détective de sortir et de maintenir la paix. Barbara confronte Gino à propos de Patrick et insiste sur le fait que son ancien mari est impliqué dans les meurtres. Gino l'accuse de harcèlement, mais elle insiste sur le fait qu'elle sympathise avec Gino. Lorsque le courant est coupé, elle le supplie d'exiger la vérité de Patrick.
Le téléphone de bureau de Patrick sonne : Whitely se moque du détective avec une saison ouverte sur la chasse dans le noir. Whitely reconnaît s'être vu à l'hôpital et dit que Gino écrira bientôt sur quelque chose de mémorable. Patrick rédige ses notes sur son profil de suspect et emmène Mulcahy à Central Park.
Adam marche dans la rue sombre et Sam lui propose de le conduire. Adam dit qu'il ne veut pas s'emmêler avec la relation de Sam et Theo, et Sam propose d'acheter la distance du jeune homme. Adam refuse et sort. Les détectives emmènent une voiture de patrouille jusqu'à un téléphone public dans le parc, où une silhouette à capuche et harnachée en cuir attaque Patrick avec une arme de mêlée. Patrick tire un coup, croyant l'avoir raté, mais son agresseur est parti. Mulchaey le récupère et Whitely chasse une autre victime.
À l'entrepôt, Daniel essaie de réveiller et de disperser les nombreux hommes allongés dans la brume. Il crie que ce n'est pas sûr, mais Cameron essaie de le renvoyer. Daniel dit à l'assemblée que Hans est mort et qu'il était malade. Adam entre et soutient Daniel avec un avertissement concernant le tueur en série. Adam tente d'organiser une résistance. Patrick retrouve Gino chez lui, et lui dit qu'il est sorti à Marzara. Gino interroge Patrick sur la cagoule en cuir que Barbara a apportée et veut une divulgation complète de tout. Patrick admet qu'il a été avec de nombreux hommes anonymes et qu'il s'est toujours caché par désespoir et par contrainte. Gino accuse Patrick d'avoir plus besoin des rencontres honteuses secrètes que d'avoir besoin d'une relation stable, et de n'admettre la vérité que lorsqu'il est sur le point d'être pris. La fureur de Gino dégénère en crise cardiaque. À l'hôpital, le Dr Sandoval dit à Gino et Patrick que l'attaque provient d'une fièvre contagieuse. Elle demande s'ils vivent avec des chats, car la "Cat Scratch Fever" est transmise par les puces. Gino regarde Patrick et se détourne en signe d'accusation.

### Épisode 5:Cartes maudites
- États-Unis /  Canada : 2 novembre 2022 sur FX / FX Canada
- France : 
  - 3 novembre 2022 sur MyCanal (en VOSTFr)
  - 30 décembre 2022 sur MyCanal (en VF)
  - 25 octobre 2023 sur Disney+
- Belgique /  Luxembourg : 11 janvier 2023 sur Disney+

- États-Unis : 270 000 téléspectateurs (première diffusion)

La nouvelle recrue de Kathy répète pour un spectacle au Bain de Neptune, mais la chanteuse a quelques notes pour sa réplique. Sa nouvelle entreprise commerciale ne va pas bien. Le téléphone sonne, à sa grande consternation.
Fran repère le salon d'un lecteur psychique alors qu'il fait ses courses et entre pour trouver Kathy en train d'organiser des papiers d'affaires. Fran est à la recherche d'un emploi et Kathy lui propose un quart de nuit malgré un manque d'expérience avec les cartes de tarot. Tout est pour le divertissement, insiste Kathy, et aucun talent psychique réel n'est requis. La responsabilité de Fran sera de ne fournir que des nouvelles optimistes. Elle rentre chez elle et étudie les cartes, à la déception de sa petite amie KK. Fran se réveille la nuit pour voir Big Daddy dans une fenêtre de l'autre côté de la rue.
Hannah et son donneur de sperme, Adam, discutez de la grossesse et de la façon dont ses hormones l'affectent. Dans une piqûre de curiosité sur le sexe de l'enfant à naître, ils entrent dans le salon du médium. Ils sont surpris de voir Fran à la table, et elle est déçue qu'Hannah n'ait pas suivi ses pistes de Plum Island (même si Hannah pense qu'il s'agit de théories du complot). Fran propose de leur dire la réponse qu'Hanna cherche le plus, et le médecin accepte de faire une lecture. Trébuchant sur la signification des cartes, Fran appelle vaguement l'impératrice une connexion à l'énergie féminine. Adam mélange à contrecœur les cartes pour sa propre lecture, qui, selon lui, concerne son ami disparu, bien qu'il abandonne le reste de sa lecture lorsque la première carte qui apparaît est la mort. Hannah remanie le jeu et, à la grande surprise du trio, les trois cartes sont inexplicablement la mort. Ils renversent tout le jeu pour être des cartes de la mort, et Adam et Hanna partent, Adam s'excusant auprès d'une Hannah terrifiée de l'avoir amenée là-bas. Une fois qu'elles sont parties, les cartes reprennent leur forme normale sous les yeux de Fran.
Barbara entre malade dans sa réunion d'officialisation du divorce. Elle demande à parler à Patrick seul à seul, et les avocats partent. Elle hésite à mettre fin au mariage même s'il n'est pas conventionnel, mais Patrick insiste sur le fait qu'il ne peut pas continuer. Elle accepte et signe. Immédiatement, elle s'évanouit. Elle se réveille à l'hôpital et s'excuse de lui avoir demandé la faveur de s'occuper de son nouveau chien. Il entre dans son appartement et entend un bruit étrange, l'incitant à sortir son revolver. Big Daddy sort du placard et plaque Patrick au sol. Le grand homme tient le détective et commence à l'agresser sexuellement avant que Patrick ne le maîtrise et ne s'échappe brièvement pour être à nouveau attrapé et assommé. Plus tard, Mulcahey interroge Patrick sur les lieux. Il demande s'il s'agit d'un rendez-vous qui a mal tourné ou d'une mise en scène de Barb, mais Patrick nie les deux et insiste sur le fait qu'il est personnellement ciblé. Cette nuit-là, Barb entre avec Patrick dans son appartement saccagé. Malgré les problèmes de sécurité, elle insiste pour rester, estimant qu'il y a un patrouilleur à l'extérieur.
Adam assiste à l'échographie de quatre mois pour le bébé de sa "femme" (Hannah). Le jeune homme croise Whitely dans le couloir, ne reconnaissant pas le technicien de laboratoire comme le visage sur les dépliants. Hannah confie à Adam qu'elle a rêvé que quelque chose n'allait pas avec le bébé. Le médecin d'Hannah s'inquiète de son faible nombre de globules rouges, mais le rejette comme une anémie probable. Il fait preuve de déférence envers Adam malgré le fait qu'Hannah soit médecin. Hannah note en privé à Adam que les victimes de brûlures dont elle a prélevé des échantillons avaient toutes un nombre de cellules sanguines similaire, y compris Adam, mais elle ne peut pas expliquer comment elle le fait maintenant également.
Adam marche avec Theo et lui parle des anomalies dans leurs analyses de sang. Theo veut que son petit ami ait une meilleure expérience psychique, et Fran lit pour eux deux. Les cartes sont le Jugement, le Diable et la Mort. Alors que la dernière carte est tournée, la pièce tremble et Adam a une vision de Fran disant qu'il va mourir. Paniqué, Adam s'épuise, suivi rapidement par Theo.
Adam raconte au retour de Gino les lectures de Fran, incitant son patron à lui rendre visite et à voir par lui-même. Gino l'accuse (ainsi que l'actuelle Kathy) d'avoir organisé des escroqueries. Kathy dit à Fran de faire une pause et fait une lecture pour Gino elle-même. Sa lecture de trois cartes est identique à celle d'Adam plus tôt. Il mélange, coupe et pioche lui-même les cartes pour un résultat identique. Il a une vision d'une visitation par un ange de la mort , et finit par se recroqueviller et fuir. Encore une fois, la carte laissée sur la table est la Mort. Kathy est choquée. Plus tard, lors d'un bain apaisant et d'un examen au miroir, Gino découvre des lésions de sarcome sur son corps. Barbara fantasme que Patrick se rase pendant qu'elle est sous la douche et est étranglée par derrière par un Big Daddy qui se matérialise soudainement. Patrick découvre son corps et s'en prend aux patrouilleurs censés protéger son appartement des intrus. Chez lui, il s'effondre dans les bras de Gino. Le journaliste remarque les mêmes lésions sur son amant que sur lui-même.

### Épisode 6:Le corps
- États-Unis /  Canada : 2 novembre 2022 sur FX / FX Canada
- France : 
  - 3 novembre 2022 sur MyCanal (en VOSTFr)
  - 30 décembre 2022 sur MyCanal (en VF)
  - 25 octobre 2023 sur Disney+
- Belgique /  Luxembourg : 18 janvier 2023 sur Disney+

- États-Unis : 190 000 téléspectateurs (première diffusion)

1981
Deux hommes sur une plage de Fire Island voient leur rendez-vous sexuel interrompu lorsque l'un d'eux sent une piqûre dans le dos, qu'il suppose être une morsure. Ils creusent dans les dunes et trouvent un corps squelettique portant un masque en cuir.
Patrick et Gino attendent au bureau du Dr Hannah Wells pour l'interroger sur les échantillons de sang qu'elle a prélevés la nuit de l'incendie au Ascension Club. Patrick l'informe qu'elle aurait pu prendre l'échantillon de sang de The Mai Tai Killer, une personne d'intérêt, mais elle en déduit correctement que leur enquête n'est pas officielle et refuse de violer la confidentialité patient-médecin. Lorsque Gino lui tend un croquis de The Mai Tai Killer, elle remarque la marque sur le bras du journaliste et lui demande s'il l'a montré à un professionnel de la santé. Elle déclare qu'elle ne l'a vu que sur des hommes homosexuels et leur conseille de se faire contrôler et de leur remettre sa carte, bien que Gino la considère comme une piqûre d'insecte.
De retour à son bureau, les anciens collègues de Patrick le fixent tous (en raison de son coming-out récent), à l'exception de son partenaire, le détective Mulcahey. Mulcahey lui demande s'il montrait le croquis du tueur Mai Tai à l'hôpital St. Vincent, soulignant que l'administration commence à s'inquiéter que la police pense que le tueur est un membre de leur personnel. Patrick renvoie Mulcahey, lui disant de recommencer à faire des blagues homophobes et Mulcahey s'éloigne avec colère, déclarant que Patrick ne connaît pas la "merde", ce qui implique qu'il n'est pas dérangé par sa sexualité. Patrick reçoit un appel de Frankie del Rios, l'un des hommes qui ont trouvé le corps sur Fire Island. Il a décidé d'appeler Patrick spécifiquement car il sait, par l'ami d'un ami, que Patrick est gay. Patrick écoute les détails de leur rapport et, après leur avoir dit de se taire jusqu'à son arrivée, passe un coup de fil à Sam, laissant entendre que leur relation est plus ancienne que prévu.
Henry s'approche d'un homme, Angelo, assis sur un banc au bord de la rivière. Angelo s'avère être un membre de la foule, qui est en colère contre les articles que Gino a publiés (car l'attention des nouvelles est mauvaise pour les affaires). Il demande à Henry de s'occuper du problème, bien qu'une fois qu'Angelo parte, Henry semble réticent à le faire. Patrick prépare un sac pour se rendre à Fire Island, incitant Gino à demander pourquoi Patrick a été appelé. Gino propose de venir mais Patrick refuse, déclarant que (comme ce n'est pas sa juridiction) il veut marcher légèrement. Gino s'offusque et demande à Patrick s'il a une liaison. Patrick supplie Gino de ne pas être un partenaire jaloux, affirmant que sa vie est déjà assez compliquée. Peu convaincu, Gino le suit et le voit monter dans une voiture avec Sam. De retour dans leur appartement, il trouve Henry assis sur une chaise. Henry menace Gino avec une arme à feu. Gino l'appelle un tueur à gages, ce qu'Henry trouve insultant. Henry dit à Gino que ses articles doivent cesser, sinon quelque chose de malheureux pourrait lui arriver. Un Henry agacé déclare que Gino doit surmonter son obsession malsaine pour le Mai Tai Killer, mais l'intérêt de l'homme plus âgé est piqué lorsque Gino mentionne le corps sur Fire Island.
Patrick et Sam rencontrent Frankie et Tom. Tom demande à voir leurs badges et Sam les rejette brutalement. Patrick dit au couple que cela devrait être conservé entre eux quatre pour des raisons de sécurité et ils partent. Sam sort la clé de la maison. Une fois à l'intérieur, Sam laisse entendre que c'était le seul endroit où il se sentait vraiment détendu, ce qui a incité Patrick à déclarer que c'était probablement le résultat de la drogue. Quand Sam demande pourquoi ils enterrent le corps dans du sable peu profond, Patrick réitère "Encore une fois, probablement la drogue". Alors qu'ils regardent la tête, Patrick déclare qu'ils doivent creuser autour pour trouver les parties éparpillées, les rassembler et les emmener pour les enterrer dans un endroit sûr. Gino (accompagné d'Henry) surprend Patrick et Sam. Henry, Sam et Patrick ont tous participé à la dissimulation de l'incident - qu'Henry n'a pas révélé à Gino - mais Patrick insiste sur le fait qu'il n'est pas lié au Mai Tai Killer ou à la mort de Barbara. Henry plaisante au journaliste en disant que c'est "une sacrée histoire".
1979
Lors de son premier voyage à Fire Island, Patrick a rencontré Sam accompagné d'un groupe de jeunes hommes. Attiré par un jeune homme du groupe, Billy, Patrick les a suivis jusqu'à la fête hebdomadaire de Sam dans sa maison de plage. Billy et Patrick, se défoncent pour la première fois avec Sam. Sam les conduit plus tard dans une pièce avec un pilori suspendu, où Billy se porte volontaire pour être retenu. Sam met la cagoule en cuir sur la tête du jeune homme. Sam remarque que quelque chose ne va pas avec Billy lors de leur rencontre, qui s'est asphyxié dans les attaches. Il force Patrick à quitter Billy et démasque le visage étranglé de Billy. Un Patrick paniqué tente de le réanimer, bien que Sam pointe une arme sur lui pour le faire arrêter. Dans sa panique, Patrick révèle qu'il est policier. Sam balbutie que Billy consentait car il s'est porté volontaire pour être retenu. Sam décide d'appeler Henry,
Sam accepte de payer les frais de dix mille dollars d'Henry. Henry présente alors son assistant, un « pro du découpage des corps ». Whitely rechigne à démembrer un innocent, mais Henry menace de le dénoncer à sa mère s'il ne se conforme pas. Whitely prépare à contrecœur un dépeçage méthodique. Henry trouve Whitely transpercé par le corps démembré de Billy et est troublé par la déclaration du soldat selon laquelle Billy est magnifique et que quelqu'un aurait dû veiller sur lui car il méritait mieux.
De retour en 1981
De retour sur la plage, Gino demande si c'est le secret que Patrick a caché. Malgré les railleries de Sam, Patrick claque que Gino ne participera pas. Henry suggère que le journaliste sera soit un complice du crime, soit un lanceur d'alerte. Acculé, Gino cherche avec colère des parties du corps furieuses d'être manipulées pour dissimuler. En examinant les restes, Patrick en déduit que l'assistant d'Henry est le Mai Tai Killer à partir des os vierges non marqués. Henry donne le nom du Mai Tai Killer et Gino décide d'aller avec le fixeur pour identifier Whitely. Il dit à son amant qu'il le dénoncerait s'il avait une once d'intégrité. Avant de partir, Patrick donne son arme à Gino pour se protéger.

### Épisode 7:La sentinelle
- États-Unis /  Canada : 9 novembre 2022 sur FX / FX Canada
- France : 
  - 10 novembre 2022 sur MyCanal (en VOSTFr)
  - 30 décembre 2022 sur MyCanal (en VF)
  - 25 octobre 2023 sur Disney+
- Belgique /  Luxembourg : 25 janvier 2023 sur Disney+

- États-Unis : 270 000 téléspectateurs (première diffusion)

Patrick s'approche de Gino sur le chemin de l'antre de Whitely. Gino insiste pour entrer dans la confrontation, d'autant plus que la police ne les soutiendrait pas. Ils déplorent qu'ils chassent un tueur en série au lieu de nuits plus conventionnelles à la maison. Ils trouvent Henry inconscient sur une dalle. Ils regardent alors que la sentinelle cruciforme Whitely a construit des descentes, et sont surpris et assommés par Whitely lui-même. Patrick se réveille, attaché à une dalle et bâillonné. Son arme est posée en face de lui. Gino et Henry sont attachés à des dalles jumelles, mais pas bâillonnés. L'oreille d'Henry avait été enlevée, mais ils sont par ailleurs indemnes. Henry empêche Gino d'appeler Patrick en lui disant que Patrick est trop jeune et qu'il ne lui convient pas. Whitely se moque de Patrick et suggère que le noble cœur de Patrick est un organe plus approprié que celui qu'il a déjà installé dans la sentinelle. Rouvre en blanc la poitrine du cadavre composite. Pendant ce temps, Henry se disloque les os de sa main pour échapper à ses menottes. Le réparateur examine ses ressources disponibles et réalise que le seul chemin pour s'échapper est de scier à travers sa chair. Gino le supplie de ne pas le faire, mais Henry est résolu à ne plus laisser tomber leur peuple.
Whitely explique que les parties d'homosexuels étaient nécessaires à sa sentinelle pour protéger la communauté homosexuelle. Une fois transfusé de sang et d'adrénaline, Whitely insiste sur le fait que son métier augmentera. Avant que Whitely ne puisse démembrer Patrick, Gino entre avec une tronçonneuse en marche. Henry est armé d'un couperet, mais un Patrick libéré a trouvé son arme. Patrick voit les fantômes des morts et tire sur Whitely dans la tête, le tuant.
Patrick traverse une ligne de journalistes pour entrer dans l'enceinte. Mulcahey note que la peinture rose vandalisant le bureau de Patrick ne devrait pas être inattendue de la part d'un service homophobe ou apathique. Patrick présente sa démission à Marzara , mais le chef veut parler. Alors que son patron préférerait que Patrick ne soit pas allé voir la presse, Marzara ne veut sincèrement pas que Patrick démissionne ou soit renvoyé. En fait, le chef veut que Patrick explore la sensibilisation de la communauté gay et reconstruise le département brisé. Patrick suggère de réexaminer tous les dossiers qui ont été classés sans enquête, y compris l'incendie de l'Ascension. Lorsque Marzara ne répond pas immédiatement, Patrick sort du bureau en insistant sur le fait qu'il a démissionné.
Néanmoins, Patrick guide Adam à la morgue pour identifier autant de restes partiels que possible. Adam est toujours incrédule quand il voit la sentinelle construite, mais ne peut identifier aucune partie comme étant Sully . Alors que Patrick dit que les examinateurs pensent que le composite provient de sept corps, Adam note qu'il y a eu beaucoup plus de disparitions et de meurtres. À l'hôpital, Hannah raconte à Adam la progression de la mystérieuse maladie. La plupart de ses patients symptomatiques ont disparu. Elle révèle que Sully était l'un de ses premiers patients et qu'elle a supposé qu'il s'était enfui. Elle n'a pas les ressources nécessaires pour assurer un suivi aussi complet que nécessaire. Plus tard, elle et Adam disent au trio lesbien qu'aucun laboratoire ou universitaire ne l'aidera ou ne répondra à ses appels. Les contagions sont multiples, bactériennes et virales, et elles affectent différemment les patients. Ils décident d'écrire davantage sur les contagions et les vecteurs dans le numéro de Pride, autant pour contrôler les rumeurs et les théories de désinformation que pour informer ce qu'ils savent avec des recherches limitées.
Adam pense que Big Daddy peut cibler des personnes atteintes de maladies transmissibles par le sang, distinctes et distinctes du tueur de Mai Tai. Gino refuse de raconter l'histoire et invite Adam à Fire Island pour un répit. Adam dit qu'il cherchera Sully avec Theo et Hannah.
Patrick marche dans la rue à la lumière du jour et a une vision de Barbara. Ce soir-là à l'appartement, Gino insiste sur le fait que les vacances les aideront, mais Patrick panique qu'ils soient toujours hantés. Hannah prépare un sac, se sentant nauséeuse à cause des nausées matinales. Elle appelle Adam pour lui dire qu'elle est trop malade pour faire un voyage à Fire Island. Elle appelle également sa mère pour lui parler de sa maladie, espérant qu'elle pourra rester avec elle un moment. Big Daddy observe de l'extérieur de la fenêtre.

### Épisode 8:Fire Island
- États-Unis /  Canada : 9 novembre 2022 sur FX / FX Canada
- France : 
  - 10 novembre 2022 sur MyCanal (en VOSTFr)
  - 30 décembre 2022 sur MyCanal (en VF)
  - 25 octobre 2023 sur Disney+

- États-Unis : 150 000 téléspectateurs (première diffusion)

Adam réconforte Theo qui a le mal de mer sur le ferry pour Fire Island. Theo pense qu'il était malade avant même de monter à bord du bateau, ce qui, selon Adam, pourrait être la maladie mystérieuse d'Hannah. Theo admet qu'il pourrait s'agir d'une résurgence d'un certain nombre d'infections sexuellement transmissibles qu'il a rencontrées. Il attend avec impatience la monogamie avec Adam. Alors qu'ils débarquent, Fran éclabousse Gino pour exprimer sa frustration face à l'éditeur qui change la couverture du numéro Pride. Sam regarde le groupe alors qu'ils s'aventurent à l'intérieur des terres.
Sur la plage, Gino offre à Patrick un Mai Tai. Ils partagent une chaise de jardin, confortable et intime, et ils se demandent combien de temps leur bonheur peut durer. Alors qu'ils s'embrassent, un Gino encore traumatisé s'éloigne. Gino note que davantage de lésions de sarcome apparaissent sur les deux. Gino a toujours l'impression que quelque chose ne va pas, et Patrick est consterné qu'ils se battent pendant leurs vacances. Gino s'en va.
Au bungalow, Adam et Théo prévoient d'aller boire un verre au Blue Whale. Théo se sent toujours malade. Un Patrick grincheux attrape une bière, et le couple se demande s'ils devraient lui laisser du temps seul. Patrick demande à Adam à quoi ressemble Gino au travail, et Adam admet que son patron est tendu. Le couple part pour le bar et Patrick sent une présence alors qu'il se douche. Il est hanté par la vision d'une Barbara en décomposition l'embrassant. Ailleurs, Gino suit un couple de la plage dans les buissons mais ne voit pas Big Daddy le regarder. Henry intercepte Gino sur la plage et l'éditeur détourne l'attention du tueur à gages. Henry mentionne que la foule garde un œil sur le couple et Henry est heureux qu'ils aient des problèmes. Henry a préconisé que Gino poursuive ses enquêtes car elles sont bonnes pour les affaires. Henry professe son amour pour Gino, mais l'objet de son affection ne l'aura pas.
Théo a la nausée au bar. Observant Sam par-dessus l'épaule d'Adam, le photographe suggère une soirée. Adam suggère qu'un peu de marijuana apaisera l'inconfort de Theo et part payer l'addition. Henry discute avec Sam au bar, et ils discutent du béguin d'Henry pour Gino. Sam suggère au réparateur de chercher une autre entreprise et une réunion plus tard. En sortant, Sam rattrape Théo et lui propose une trêve. Autour d'une fondue, le trio lesbien exprime son admiration pour l'escapade. Fran a été embauchée pour un concert lucratif de voyance. Sa petite amie mentionne que le médecin qu'ils doivent consulter le lendemain matin a vu au moins cinquante cas comme le sien et veut en savoir plus sur les recherches du Dr Wells. Big Daddy les regarde et se matérialise sur plusieurs côtés de la maison. Lorsqu'il est menacé, l'homme en cuir s'éloigne.
Gino retourne au bungalow et se sert un verre. Le tourne-disque qu'il a installé s'arrête soudainement et il est taclé par Big Daddy alors qu'il va enquêter. Adam émerge pour se lancer sur le grand homme, et ils le combattent brièvement avant de courir derrière une porte. Big Daddy fait irruption à travers le mur et est abattu par derrière à l'arrière de la tête par Patrick. Ils décident de contacter le shérif seulement après que l'homme soit démasqué, mais le corps a disparu du couloir lorsqu'ils y reviennent.

### Épisode 9:Requiem 1981/1987: 1ère partie
- États-Unis /  Canada : 16 novembre 2022 sur FX / FX Canada
- France : 
  - 17 novembre 2022 sur MyCanal (en VOSTFr)
  - 30 décembre 2022 sur MyCanal (en VF)
  - 25 octobre 2023 sur Disney+

- États-Unis : 280 000 téléspectateurs (première diffusion)

1981
Un cortège funèbre entre dans un cimetière, où les personnes en deuil se rassemblent pour enterrer Theo. Adam demande si la police a divulgué des informations sur la mort de son petit ami, mais Patrick admet qu'il est un paria du département et qu'il est peu probable qu'ils lui disent quoi que ce soit. Alors que le service du prêtre se poursuit, Sam tombe inconscient. Il a une vision de Big Daddy non loin de là. Il se réveille rêveusement dans un lit d'hôpital. Une infirmière, que Sam reconnaît comme étant Billy, empêche Sam de retirer son intraveineuse. Sam doute que Billy soit infirmier, mais Billy lui rappelle que Sam n'a jamais demandé sa profession. Un médecin entre, avec le visage de Theo, et dit à Sam que son système immunitaire ne parvient pas à combattre une infection fongique provoquant une pneumonie. La demande de Sam pour un deuxième avis est accueillie avec le regret du médecin que ce soit le seul hôpital qui traiterait Sam,
Alors qu'ils marchent dans les couloirs brumeux de l'hôpital, les deux discutent de leur histoire. Sam se demande s'il a tué Theo et, plus important encore, s'arrête pour déterminer s'il avait l'intention de le faire. Le patient sceptique est amené à s'interroger sur les autres vies qu'il a ruinées en cours de route. Le "Docteur" Theo rappelle à Sam qu'il a prévenu que quelque chose arrivait, et que quelque chose est arrivé sous la forme d'une peste. L'odeur putride que Sam évite dans la chambre d'un patient vient de Danny, le premier homme avec qui Theo et Sam ont ouvert leur relation. Il a été admis avec la même infection que Sam porte et se vide douloureusement devant le couple. Stewart, aussi, est malade dans la pièce voisine. Theo exhorte Sam à montrer de l'amour et de la compassion à son ancien captif avec un baiser. Les deux se déplacent de pièce en pièce, forçant Sam à revoir ses actions dans la vie. Ils reviennent à la chambre de Sam pour voir un Sam détérioré sans surveillance et oublié allongé sur le lit devant eux. Theo dit au Sam qui se tient à côté de lui qu'il est là depuis un moment et que ses admirateurs l'ont laissé pourrir sans être aimé. Son système immunitaire s'est complètement effondré et aucune somme d'argent ne peut le guérir. Le Sam dans le lit convulse et l'esprit de Sam se matérialise dans une cage dans une pièce sombre.
Henry apparaît comme le bourreau du flic en cuir de Sam. Ils échangent des barbes, mais Henry dit que la différence entre eux est qu'Henry ne croit pas que sa douleur soit plus grande que celle des autres. Sam fait mal parce qu'il souffre lui-même. Henry remet un fouet à un autre esprit, qui commence à fouetter un homme face contre terre sur une table. Sam crie que l'homme est blessé, et Henry demande à Sam d'admettre que l'homme sur la table est le père de Sam. La prochaine victime est le premier patron de Sam, que Sam a abandonné pour une nouvelle carrière. Sam lui-même est le suivant sur le rack, et Henry commence à détacher le masque de Big Daddy pour la torture à venir, mais Sam se rematérialise sur une plage ensoleillée en essayant de distancer la silhouette à capuchon. Henry insiste sur le fait que les ténèbres ne peuvent pas être dépassées, seulement transcendées. En présence des garçons cerfs, Sam démasque Big Daddy lui-même pour voir un bel homme qui embrasse Sam comme un amant. Henry porte une urne de cendres dans les vagues et les jette dans les vagues sous le regard des cerfs, maintenant vêtus.
1987
Gino visite l'hôpital en sous-effectif et presque abandonné. Il nettoie la chambre de Patrick et prend soin de son amant, qui a été pratiquement abandonné. Patrick est aveuglé par des rétines détachées. Un médecin, en tenue de protection, dit d'abord à Gino de quitter la chambre - le protocole de l'hôpital est de traiter Gino comme un ami, pas comme un membre de la famille. Le médecin explique que la cécité est permanente, et que même s'il existait un traitement viable, les patients atteints du SIDA ne sont pas éligibles à l'intervention. Gino fait rage à propos de l'absence de remède, mais Patrick demande à Gino d'être simplement là avec lui. Patrick a du mal à avaler la nourriture que Gino met dans sa bouche. Il dit à Gino de vendre sa police d'assurance-vie pour payer ses frais funéraires, plutôt que le produit ne revienne aux parents de Patrick. Plus tard, Patrick laisse tomber le bouton d'appel infirmier et doit tâtonner pour le trouver par terre. Il glisse au sol, arrachant sa ligne intraveineuse. Il appelle quelqu'un pour l'aider, trouvant finalement un fauteuil roulant, qu'il guide dans un couloir à la recherche d'une infirmière. Le son de la voix de Barbara l'amène à voir une vision de son épouse dans sa robe de mariée. Elle n'est pas là pour le punir, mais pour le guider comme un psychopompe.
1980
Un homosexuel drogué est tombé d'un étage supérieur jusqu'à sa mort. C'est alors que Patrick a rencontré Gino pour la première fois.
1977
Le partenaire de Patrick, Steve, a tiré sur un suspect mais a laissé du sang sur les mains de Patrick; Mulcahey est témoin d'un tendre moment de baiser pendant qu'ils nettoient, et Patrick a rejeté Steve pour le couvrir.

### Épisode 10:Requiem 1981/1987: 2e partie
- États-Unis /  Canada : 16 novembre 2022 sur FX / FX Canada
- France : 
  - 17 novembre 2022 sur MyCanal (en VOSTFr)
  - 30 décembre 2022 sur MyCanal (en VF)
  - 25 octobre 2023 sur Disney+

- États-Unis : 190 000 téléspectateurs (première diffusion)

1981
Adam rencontre une scène de crime en sortant des funérailles de Theo. Un cadavre est sorti de l'appartement 6B. Adam dit au détective enquêteur qu'il est le père de l'enfant de la femme décédée. Hannah semble être morte de causes naturelles. Le détective donne à Adam du temps dans l'appartement d'Hannah, lui disant d'appeler le lendemain. Adam découvre un enregistreur de cassette audio sur la table et rejoue la bande dans la machine. Dans l'enregistrement, Hannah décrit sa surprise que les cerfs de Fire Island se soient inexplicablement repeuplés. Pendant qu'Adam pleure, Big Daddy regarde. Adam rejoue la cassette la plus récente, dans laquelle Hannah fait référence au lymphome à cellules T. L'enregistrement capture les sons d'Hannah râpant et toussant, et Adam se demande si elle a été étranglée. Lorsqu'il s'enquiert auprès du médecin légiste - qui le considère comme une faveur pour Patrick - elle dit qu'il n'y a aucun signe de lutte et que les cas ne sont pas liés. Theo est mort d'une pneumonie fongique non traitée, exacerbée par sa crucifixion et la drogue, mais n'a pas souffert.

## Anachronisme
La saison 11 se déroule en 1981.
Dans le premier épisode, la deuxième chanson interprétée par Patti LuPone est Calling you) de Jevetta Steele, Le thème principal du film Bagdad Café, celle-ci n’a été écrite qu'en 1987. Il est donc impossible de l’entendre à cette période.
Dans l’épisode 3, le kit de prise de sang utilisé, appelé kit de perfusion Surflo (ou kit sans douleur), n’était pas encore commercialisé à cette période.